# Wilhelmine (Erzählung)
Wilhelmine oder der vermählte Pedant. Ein prosaisch comisches Gedicht ist eine Erzählung von Moritz August von Thümmel, die 1764 bei M. G. Weidmanns Erben und Reich erschienen ist. Der Text ist in sechs „Gesänge“ genannte Kapitel aufgeteilt.

## Inhalt
Die sechzehnjährige Wilhelmine lebt als Tochter eines Gutsverwalters in einem kleinen Dorf. Der Dorfpastor Sebaldus verliebt sich in sie, bevor er ihr dies jedoch gestehen kann, erfährt der Hofmarschall des nahegelegenen Fürstenhofs von der Schönheit des Mädchens und holt sie als Kammerjungfer an den Hof. Ihr Vater stimmt zu, zumal der Hofmarschall dies als besondre Gnade darstellt. Der Pastor verfällt in Schwermut.
Jahre später, in der Silvesternacht, besucht Martin Luther den Pastor im Traum. Er kündigt ihm an, dass am folgenden Tag Wilhelmine ihren Vater besuchen wird und ermuntert ihn, diese Gelegenheit zu nutzen und ihr seine Liebe zu gestehen. Sebaldus ist skeptisch, geht aber am nächsten Morgen vor der Neujahrspredigt zu Wilhelmines Vater und erzählt ihm von dem Traum. Später erscheint Wilhelmine und erzählt ihrem Vater und dem Pastor vom höfischen Leben: Sie sei den vielen Verehrern, die sie abzuwehren habe und den ewig wechselnden Vergnügungen überdrüssig. Angeregt vom Champagner, den Wilhelmine mitgebracht hat, erzählt Sebaldus von seinem Traum und gesteht ihr seine Liebe. Wilhelmine sieht den Traum als Wink des Schicksals und will nun „das unruhige Leben des Hofes mit den stillen Freuden [ihres] Geburtsorts vertauschen“. Beide reisen zum Hof ab, damit Sebaldus am nächsten Tag mit dem Hofmarschall sprechen kann. Wilhelmines Vater geht ins Wirtshaus, wo er fasziniert einer Wandertheatertruppe zuschaut, die verschiedene historische und mythologische Szenen aufführt.
Tags darauf verschläft Sebaldus beinahe die Audienz beim Hofmarschall und wird auch noch von dessen Hund bedroht. Der Hofmarschall weiß schon Bescheid und gibt sein Einverständnis zu der Hochzeit – unter der Bedingung, dass auch er selbst und seine Geliebte, die Tochter des Grafen von Nimmer, eingeladen sind. Wilhelmine wird von den anderen Hofdamen verabschiedet, die sie scheinbar betrauern, aber heimlich beneiden.
Sebaldus macht sich auf den Weg zur Gräfin, um sie zur Hochzeit einzuladen. Da er aber erst am Abend eintrifft und der Graf schon zu Bett ist, soll er über Nacht bleiben und den Grafen am nächsten Morgen fragen. Am nächsten Morgen erfährt der Graf nichts davon, dass auch der Hofmarschall anwesend sein wird, daher sieht er keine Gefahr für die Tugend seiner Tochter und ist einverstanden.
Als Sebaldus endlich zu Hause ankommt, laufen dort bereits die Hochzeitsvorbereitungen: Der Hofmarschall hat Essen, Wein und Dienerschaft vorausgeschickt. Am Nachmittag kommen die Gäste an: An dieser Stelle beschreibt der Erzähler detailliert und satirisch überspitzt die Kutschen sowie die Kleidung und das Benehmen der verschiedenen Höflinge. Der Pfarrer des Nachbardorfes traut das Paar, worauf sich alle an die reich gedeckte Tafel setzen. Alle sind in guter Stimmung, doch dem Bräutigam wird die Zeit irgendwann zu lang: Weil die Gäste bis tief in die Nacht bleiben, fürchtet Sebaldus, dass für seine Hochzeitsnacht keine Zeit mehr bleibe. Er geht in seine Studierstube und bittet Luther um Hilfe. Dieser will durch einen Trick die Gäste vertreiben: Er lässt eine auf dem Herd liegende Speckseite plötzlich Feuer fangen, wodurch der Schornstein anfängt zu brennen. Die Gäste fliehen panikartig, und als Sebaldus mit seiner Braut endlich allein ist, wird das Feuer wieder gelöscht.

## Rezeption
Wilhelmine  war Thümmels erstes veröffentlichtes Werk und machte ihn schnell berühmt. In der Vorrede zur zweiten Auflage von 1766 erklärt Thümmel, dass er nach der ersten Auflage neben Lob auch die Kritik bekam, sein Werk lasse den Respekt vor der Religion und deren Würdenträgern vermissen. Thümmel weist dies zwar zurück, nimmt aber trotzdem Änderungen vor: Der Untertitel „oder der vermählte Pedant“ fiel weg und Luther wurde durch den Liebesgott Amor ersetzt.
Für die dritte Auflage schrieb er eine neue Vorrede, in der Wilhelmine dafür kritisiert wird, dass sie als Pfarrersfrau sich immer noch so extravagant kleidet wie bei Hofe. 1769 folgte eine vierte Auflage. Wilhelmine wurde in mehrere europäische Sprachen übersetzt, nach Thümmels Tod geriet sein Werk jedoch mehr und mehr in Vergessenheit.

## Ausgaben
- Moritz August von Thümmel: Wilhelmine. Kraus, Nendeln, 1968. (Abdruck der ersten Ausgabe 1764).